# Ole H. Olson
Ole H. Olson, född 19 september 1872 i Mondovi, Wisconsin, död 29 januari 1954 i New Rockford, North Dakota, var en amerikansk politiker. Han var guvernör i delstaten North Dakota 1934–1935. Olson var medlem både i Republikanska partiet och i Nonpartisan League.
Olson studerade vid Concordia College i Minnesota och flyttade sedan 1892 till North Dakota där han var verksam som jordbrukare.
Olson var viceguvernör i North Dakota 1933–1934. Guvernör William Langer avsattes 1934 och efterträddes av Olson som innehade guvernörsämbetet fram till den 7 januari 1935.
Lutheranen Olson gravsattes på Prairie Home Cemetery i New Rockford.